# Saint-Maigrin
Saint-Maigrin là một xã trong tỉnh Charente-Maritime trong vùng Nouvelle-Aquitaine, tây nam nước Pháp. Xã Saint-Maigrin nằm ở khu vực có độ cao trung bình 80 mét trên mực nước biển.

## Lịch sử biến động dân số
| Năm  | Dân số | Mật độ |
| ---- | ------ | ------ |
| 1962 | 590    | -      |
| 1968 | 598    | -      |
| 1975 | 555    | -      |
| 1982 | 541    | -      |
| 1990 | 511    | -      |
| 1999 | 526    | 24/km² |